# Chaco tecka
Chaco tecka là một loài nhện trong họ Nemesiidae.
Chaco tecka được miêu tả năm 1995 bởi Goloboff.